# هواوي آنر 8
آنر 8 (بالإنجليزية: Honor 8)‏ هو هاتف ذكي من هواوي ضمن سلسلة هواوي آنر يعمل بنظام أندرويد تم الكشف عنه عام 2016، تم طرحه في الأسواق في يوليو 2016 (الصين).

## الخصائص
- نظام التشغيل: أندرويد مارشملو
- الوزن: 153 غ (5.4 أونصة)
- المعالج: Hisilicon Kirin 950
- الذاكرة: 4 غيغابايت رام
- التخزين: 32 عيعابايت

## المبيعات
حصد الهاتف على أكثر من خمسة ملايين حجز في الصين قبل إصداره، وبيع منه 1.5 مليون جهاز حول العالم خلال شهرين من إصداره.